# Isabel de Sá
Isabel de Sá (* 8. September 1951 in Esmoriz, Distrikt Aveiro, Portugal) ist eine portugiesische Malerin, Lehrerin und Schriftstellerin.

## Leben und Wirken
Isabel de Sá machte ihren Abschluss in bildenden Künsten bzw. Malerei an der Fakultät für bildende Künste der Universität von Porto. Von 1983 bis 1988 war sie Redakteurin beim Jornal de Notícias und dort im Feuilleton tätig.
Als Malerin ist sie seit 1977 tätig und hat rund 20 Einzelausstellungen in Portugal, vor allem in Lissabon, Porto und Matosinhos, vorzuweisen. Auch an Gruppenausstellungen hat sie teilgenommen, so 1983 in Mannheim und 2001 in Frankfurt am Main. Sie war Mitbegründerin einiger Kunstzeitschriften in Portugal.
Bekannt ist sie aber vor allem als Autorin; so ist sie hauptsächlich als Lyrikerin tätig. Es erschienen lyrische Werke in Zeitungen, Anthologien und Magazinen. 2005 erschien eine Gesamtausgabe ihres lyrischen Werkes.
Im Ausland wurden Werke von ihr vor allem in Mexiko und in einer Anthologie in Deutschland (Schriften weiß wie die Nacht) veröffentlicht.
Bis zu ihrer Pensionierung war sie zudem als Sekundarlehrerin tätig.

## Werke (Auswahl)
- Em Nome de Corpo, 1986. (Im Namen des Körpers)
- O duplo divido, 1993.
- Erosao de Caminhos, 1997.
- A alegria de duvida, 2021, Lyrik.